# グエン・タイ・ホック

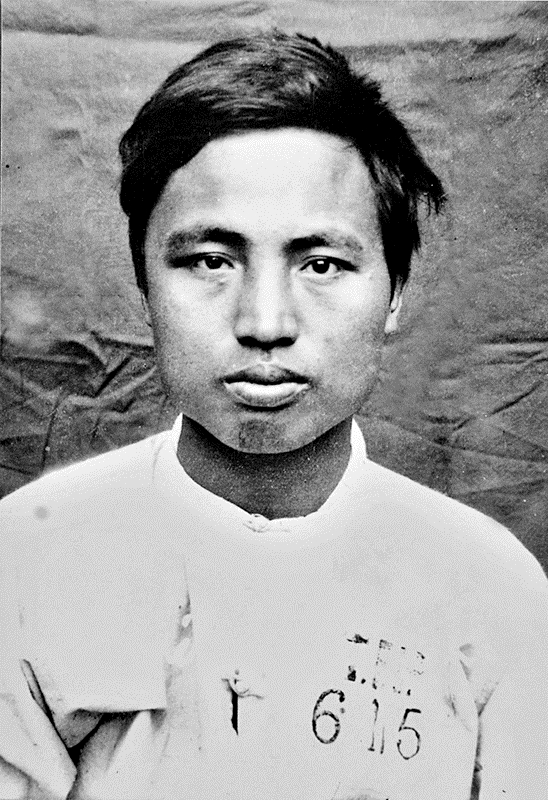
グエン・タイ・ホック

グエン・タイ・ホック（ベトナム語：Nguyễn Thái Học / 阮太學、1902年12月1日 - 1930年6月17日）は、ベトナム国民党を結党したベトナムの革命家である。

## 経歴
ベトナム北部に位置するヴィンイエン省（現・ヴィンフック省）に生まれ，ハノイの南同書社（1925年ファム･トゥアン･タイが設立した三民主義を中心とする私塾）に学び、民族運動に覚醒する。当時の仏領インドシナ総督バレンヌに対し、ベトナム人労働者の労働条件の改善や教育制度の拡充、広報雑誌発行を建議したが総督府当局に一蹴されたため、実力による独立路線に舵を切り、1927年にベトナム国民党を設立し、自ら党首となる。イエンバイ蜂起を計画、指導したが散発的なままに終わり、仏領インドシナ当局によって捕らえられ処刑された。

## 影響
現在では、多くのベトナムの都市にグエン・タイ・ホックの名前を冠した通りがある。1975年4月のサイゴン陥落以前は、ベトナムは政治体制の違いから南北に分断されていたが、その頃からグエン・タイ・ホックの名前を冠する通りは南北いずれの都市にも存在しており、広くベトナム人民から尊敬、支持されていたことが窺える。その中で最も有名なものは、首都ハノイにあるグエン・タイ・ホック通りである。

## ギャラリー

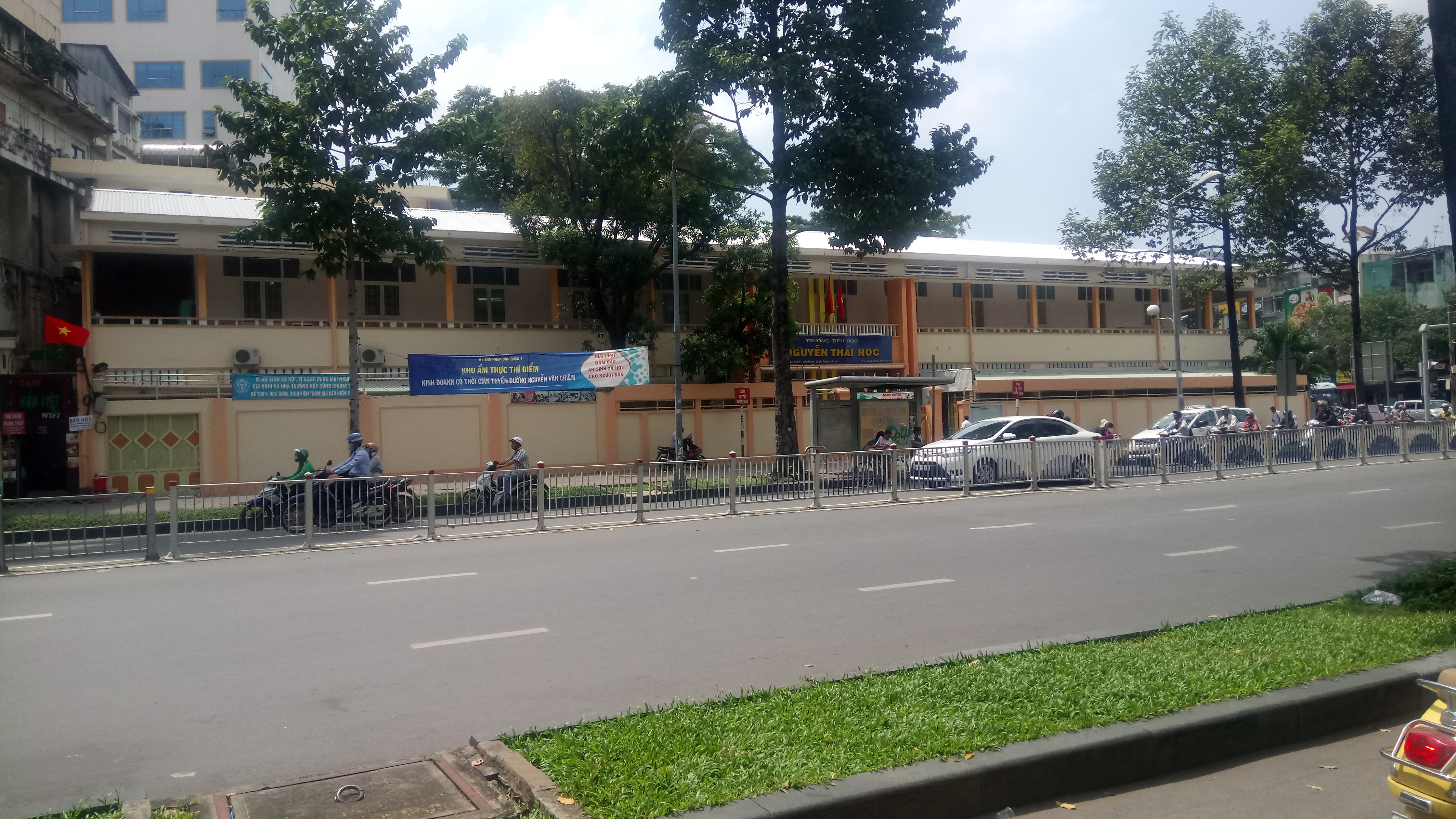
ホーチミン1区にあるグエン・タイ・ホック小学校